# Couilles de Suisse
Pour les articles homonymes, voir Couque et Couque suisse.
Ne doit pas être confondu avec Suisse (viennoiserie).
Les couilles de Suisse,, parfois appelés couques suisses, sont une spécialité culinaire et pâtisserie belge. La plus ancienne utilisation connue de ce nom remonte à 1834,. 
Cette recette a été déposée, sans succès, à l'Office Benelux de la propriété intellectuelle sous le numéro 1236917 en 2011.

## Recette
Les couques suisses sont des boules de pâte à pain (souvent améliorées avec du beurre et des jaunes d'œufs) plongées dans de l'eau bouillante et servies avec du beurre noisette et de la cassonade brune.
La cassonade la plus utilisée est la cassonade Graeffe aussi appelée cassonade « gamin » parce qu'un garçon figure sur l'emballage[source insuffisante].

## Histoire
Il semble que cette façon de faire a été importée dans le Nord de la France et le Hainaut belge par une garnison de soldats suisses qui stationnaient à Valenciennes (années 1830) ou à Bavay. Reprenant la recette à leur compte, les habitants l'ont désignée par le terme de couilles de suisse. Une autre légende évoque l'allusion au garde suisse qui gardait le perron des églises en Belgique en ces temps-là.
Ce plat sucré et roboratif a permis aux personnes modestes de nourrir à bon compte leur famille.